# Ust-Xuix
Ust-Xuix (en rus: Усть-Шушь) és un poble (un possiólok) del krai de Krasnoiarsk, a Rússia, que en el cens del 2010 tenia 28 habitants. Pertany al districte de Kuràguino.